# Gaetano Pitta
Gaetano Pitta (Lucera, 16 marzo 1857 – Roma, 21 gennaio 1950) è stato uno scrittore e giornalista italiano.

## Biografia
Fu docente universitario.
Nel 1897 fu fondatore e direttore, fino al 1913, de "Il Foglietto" di Lucera, il più importante giornale di Capitanata agli inizi del Novecento. Il periodico è nato nella tipografia editori Frattarolo e il primo numero è stato pubblicato il 19 dicembre 1897.
Importante fu anche il suo impegno politico e sociale per la comunità, che lo vide portare avanti attivamente le idee socialiste dell'epoca.
Il comune di Lucera, in onore della sua attività, gli intitola una piazza.

### Scritti
- Guerra Nazionale 1915-1918[3] (1920) - Editori Frattarolo